# Hesiodus (Mondkrater)
Hesiodus ist ein Einschlagkrater im Südwesten der Mondvorderseite am südlichen Rand des Mare Nubium, unmittelbar westlich des Kraters Pitatus.
Der Kraterrand ist stark erodiert, das Innere lavageflutet und eben. Die Entstehungszeit des Kraters wird der nektarischen Periode zugerechnet. Nordwestlich des Randes beginnt die Rima Hesiodus, eine in südwestlicher Richtung verlaufende Mondrille, die im Palus Epidemiarum nördlich von Capuanus endet. 
| Buchstabe | Position           | Durchmesser | Link |
| --------- | ------------------ | ----------- | ---- |
| A         | 30,14° S, 17,15° W | 14 km       |      |
| B         | 27,17° S, 17,6° W  | 10 km       |      |
| D         | 29,4° S, 16,5° W   | 5 km        |      |
| E         | 27,92° S, 15,42° W | 3 km        |      |
| X         | 27,41° S, 16,34° W | 24 km       |      |
| Y         | 28,35° S, 17,36° W | 18 km       |      |
| Z         | 28,78° S, 19,59° W | 4 km        |      |

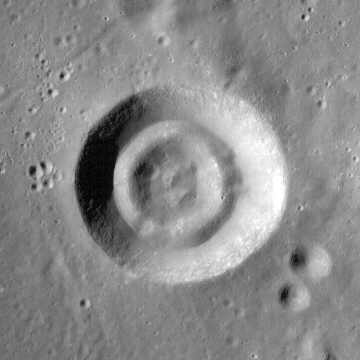
Hesiodus A weist eine Doppelwallstruktur auf.

Der Krater wurde 1935 von der IAU nach dem antiken griechischen Dichter Hesiod offiziell benannt.